# Anna Blos

Anna Blos

Anna Berta Antonia Blos, geb. Tomasczewska (* 4. August 1866 in Liegnitz; † 27. April 1933 in Stuttgart) war eine deutsche Politikerin der SPD, Lehrerin, Autorin und Frauenrechtlerin. Blos wurde 1919 als einzige weibliche Abgeordnete der württembergischen SPD bei der Wahl zur Deutschen Nationalversammlung zum Mitglied der Weimarer Nationalversammlung gewählt.

## Kindheit und Studium

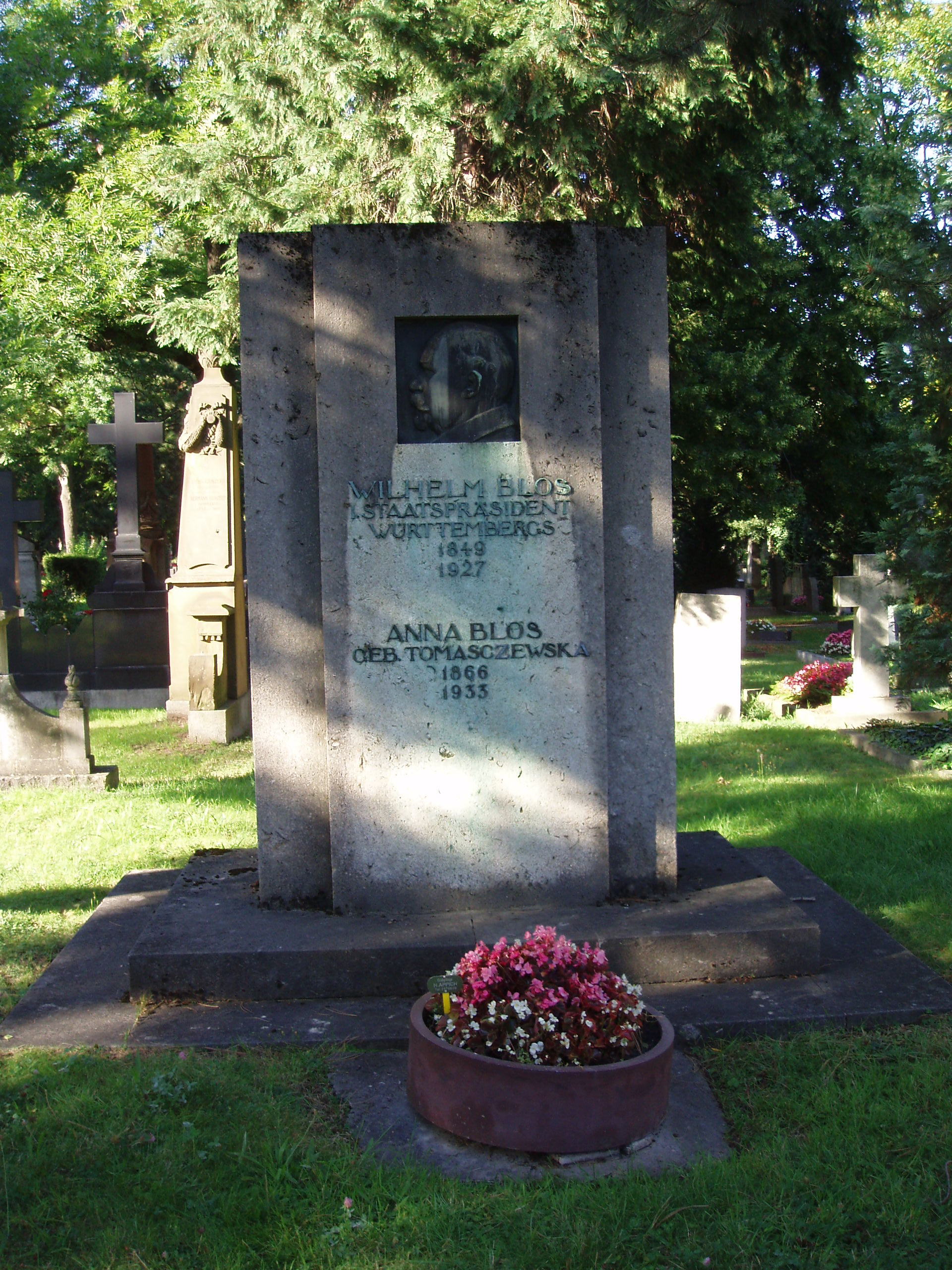
Grabmal von Anna Blos und ihrem Ehemann auf dem Pragfriedhof, Stuttgart

Anna Berta Antonia Tomasczewska wurde am 4. August 1866 im niederschlesischen Liegnitz, dem heutigen Legnica, geboren. Ihre Eltern waren der Oberstabsarzt Robert Tomasczewski (1839-1892) und Marie Tomasczewska (1846-1879), Tochter eines ostpreußischen Gutsbesitzers.
1878 wurde der Vater versetzt und die Familie zog nach Karlsruhe. 1880/81 besuchte sie die vorletzte Klasse des dortigen Victoria-Pensionats, 1883/84 als externe Schülerin die Abschlussklasse des Prinzess-Wilhelm-Stifts, eines Seminars zur Lehrerinnenausbildung. Danach zog sie nach Berlin, um an der Humboldt-Universität die Fächer Geschichte, Literatur und Sprachen zu studieren.

## Beruf und politische Laufbahn
Nach ihrem Examen war sie als Oberlehrerin tätig, wo ist nicht bekannt.
1905 heiratete sie Wilhelm Blos (1849–1927).
Sie lebte seit ihrer Heirat in Stuttgart, wahrscheinlich hier trat sie der SPD bei und gehörte später dem Landesvorstand der SPD Württembergs an.
Blos war Mitglied des Ortsschulrates von Stuttgart und erreichte 1910 als erste Frau im Deutschen Reich die Position einer Ortsschulrätin.
Sie engagierte sich als überzeugte Verfechterin des Frauenwahlrechts im Württembergischen Verein für Frauenstimmrecht. Sie gründete in Stuttgart den Verband der Stuttgarter Hausfrauen und war dessen Vorsitzende. Außerdem war sie in verschiedenen gemeinnützigen Organisationen tätig. Sie schrieb für die Stuttgarter sozialdemokratische Tageszeitung „Schwäbische Tagwacht“, und die von Clara Zetkin redigierte feministische Zeitschrift „Die Gleichheit“ und andere. Sie hielt in sozialistischen Jugendgruppen kostenfreie Kurse über richtiges Schreiben ab.
Am 9. November 1918, dem Tag der Novemberrevolution, nahm sie an der Sitzung des Landesvorstands der SPD Württembergs teil. Ihr 69 Jahre alter Mann wurde gedrängt im Landtag als Staatspräsident den Vorsitz über eine provisorische württembergischen Regierung zu übernehmen.
1919 wurde sie als einzige Frau aus Württemberg in die verfassungsgebende Weimarer Nationalversammlung nach Weimar gewählt, eine von insgesamt 37 Frauen unter den 423 Abgeordneten. Dort blieb sie bis zum Mai 1920. Ihr Mann schied im Juni 1920 aus dem Amt und beide widmeten sich danach dem Schreiben. Ab 1922 lebten die beiden in einer Pensionärswohnung im Alten Schloss in Stuttgart.
1927 erkrankte ihr Mann und starb.
Anna Blos schrieb „Frauen der deutschen Revolution 1848. Zehn Lebensbilder und ein Vorwort“ (1928), „Frauen in Schwaben. Fünfzehn Lebensbilder“ (1929) und den von ihr mit herausgegebene Band „Die Frauenfrage im Lichte des Sozialismus“ (1930).

## Krankheit und Tod
Vom 21. bis zum 27. Dezember 1931 brannte das Alte Schloss in Stuttgart. Anna Blos verlor damit nicht nur ihre Wohnung, sondern auch die gemeinsam aufgebaute sehr umfangreiche Bibliothek.
Sie erkrankte an Krebs, dem sie am 27. April 1933 im Alter von 66 Jahren erlag. Sie wurde auf dem Pragfriedhof begraben.

## Ehrungen
- Anna-Blos-Weg in Stuttgart
- Anna-Blos-Weg in Mühlacker
- Anna-Blos-Straße in Weinstadt

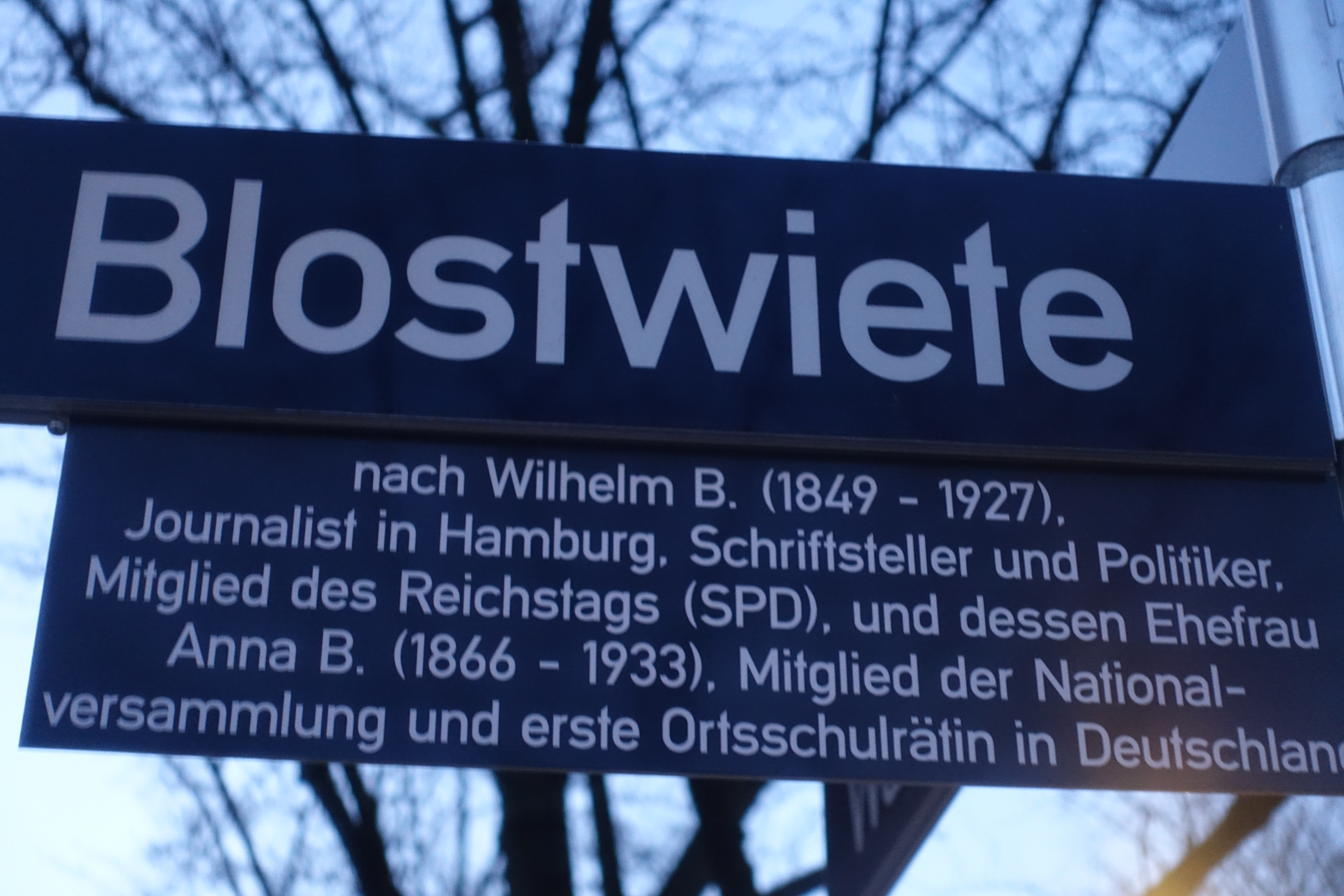
Straßenschild in Hamburg-Horn

- Gedenktafel an ihrem Wohnhaus in Stuttgart-Bad Cannstatt[4]
- Blostwiete und Blosweg in Hamburg-Horn
- Die baden-württembergische Landtagspräsidentin Muhterem Aras hat einen der vier Säle im Bürger- und Medienzentrum des Landtags von Baden-Württemberg nach ihr benennen lassen.[5][6]

## Veröffentlichungen
- Philipp Buonarroti: Babeuf und die Verschwörung für die Gleichheit, mit dem durch sie veranlassten Prozess und den Belegstucken. Übersetzt und eingeleitet von Anna und Wilhelm Blos. J. H. W. Dietz Nachf., Stuttgart 1909 (=Internationale Bibliothek 49) Digitalisat (dazu Rezension von Hermann Wendel.[7])
- Ein vergessener Frauenanwalt. In: Die neue Zeit Wochenschrift der deutschen Sozialdemokratie. 29.1910-1911, 2. Band (1911), Heft 43, S. 751–756. Digitalisat
- Krieg und Schule. Verlag „Internat. Korrespondenz“, Berlin-Karlshorst 1915. MDZ Reader
- Kommunale Frauenarbeit im Kriege. Verlag für Sozialwissenschaften, Berlin 1917.
- Frauen des Jahres 1848, in: Illustrierte Reichsbanner-Zeitung, 12 (1927).
- Wilhelm Blos. In: Jahrbuch des Historischen Vereins Alt-Wertheim. Wertheim 1927, S. 41–45.
- Frauen der 1848er Revolution in Deutschland. Zehn Lebensbilder und ein Vorwort. Kaden & Comp., Dresden 1928.
- Frauen in Schwaben. Fünfzehn Lebensbilder. Silberburg, Stuttgart 1929 (wlb-stuttgart.de).
- gemeinsam mit Anna Geyer, Adele Schreiber und Louise Schroeder: Die Frauenfrage im Lichte des Sozialismus, Kaden, Dresden 1930.